# جوآن، کنتس فلاندرز
جوآن، کنتس فلاندرز (انگلیسی: Joan, Countess of Flanders; ح. 1199 – ۵ دسامبر ۱۲۴۴)، دختر بالدوین فلاندر و ماری شامپانی و کنتس فلاندر و انو از سال ۱۲۰۵ تا ۱۲۴۴ میلادی بود. پس از مرگ وی، خواهر مارگارت به عنوان کنتس فلاندر و انو به قدرت رسید.